# کنجدیان
کُنجدیان (Pedaliaceae) تیره‌ای از نعناسانان با حدود سیزده سرده و ۵۰ گونه است که ساقه و برگهای آنها با کرکهای لعابدار پوشیده شده و میوه اغلب آنها قلاب‌دار یا شاخ‌دار است.

## نگارخانه

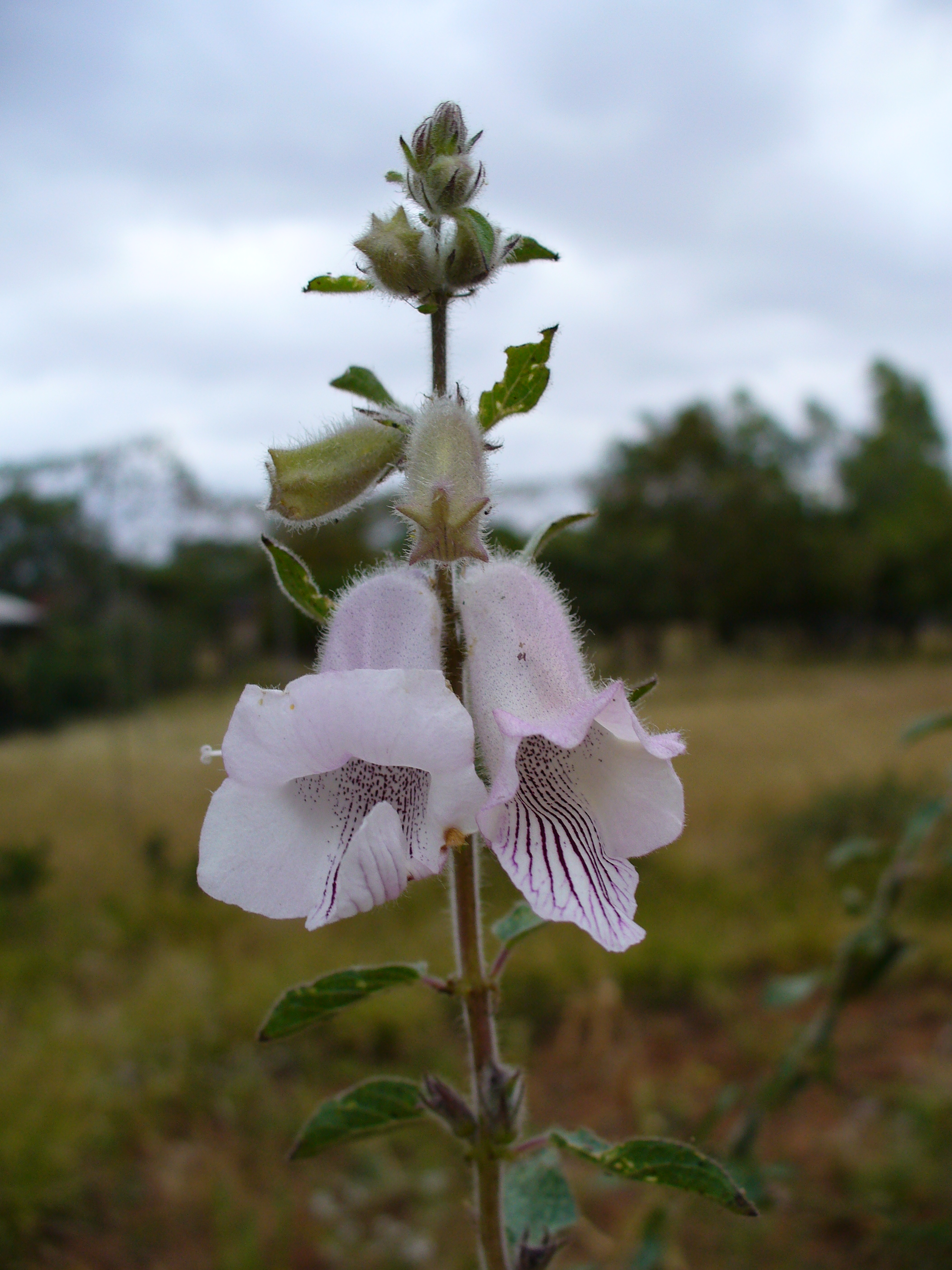
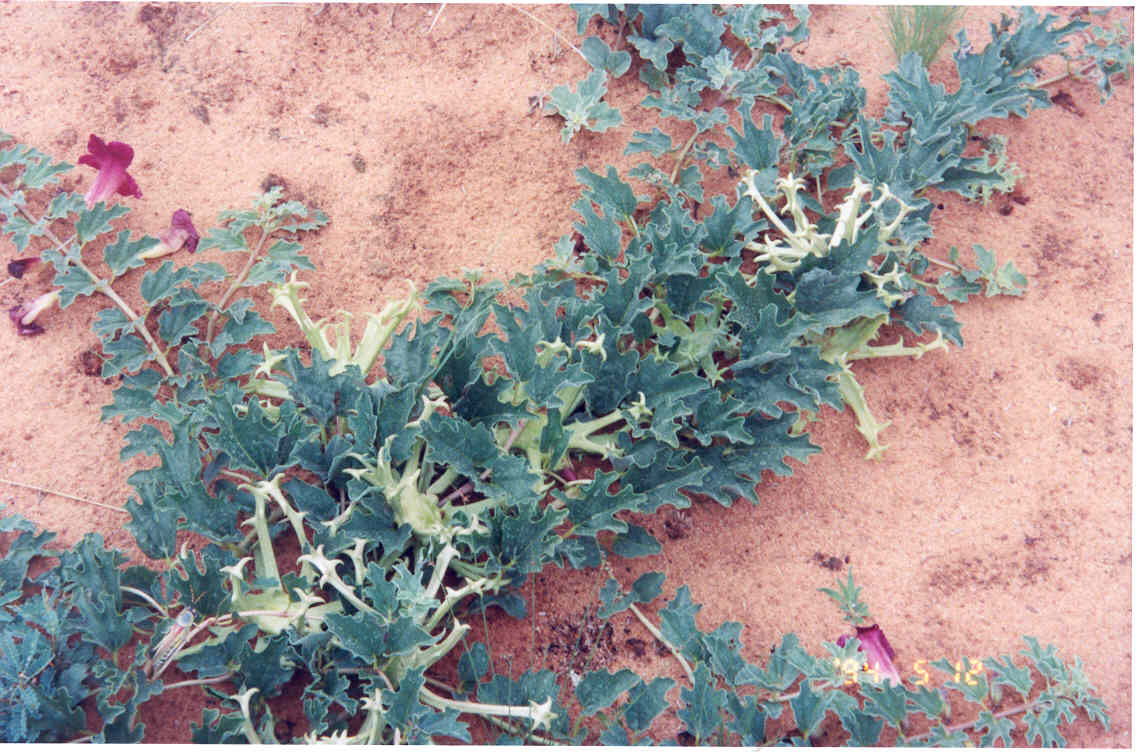
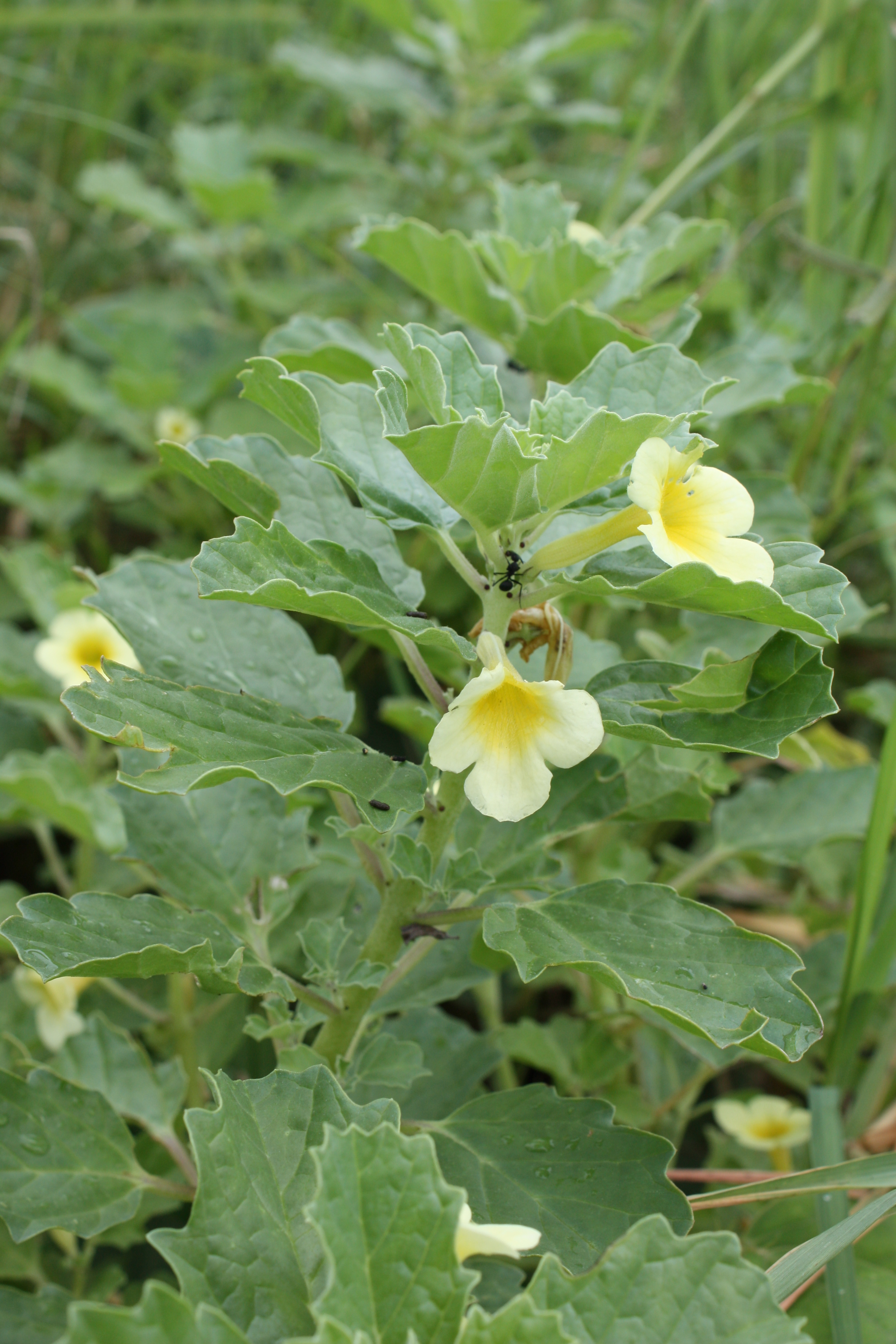
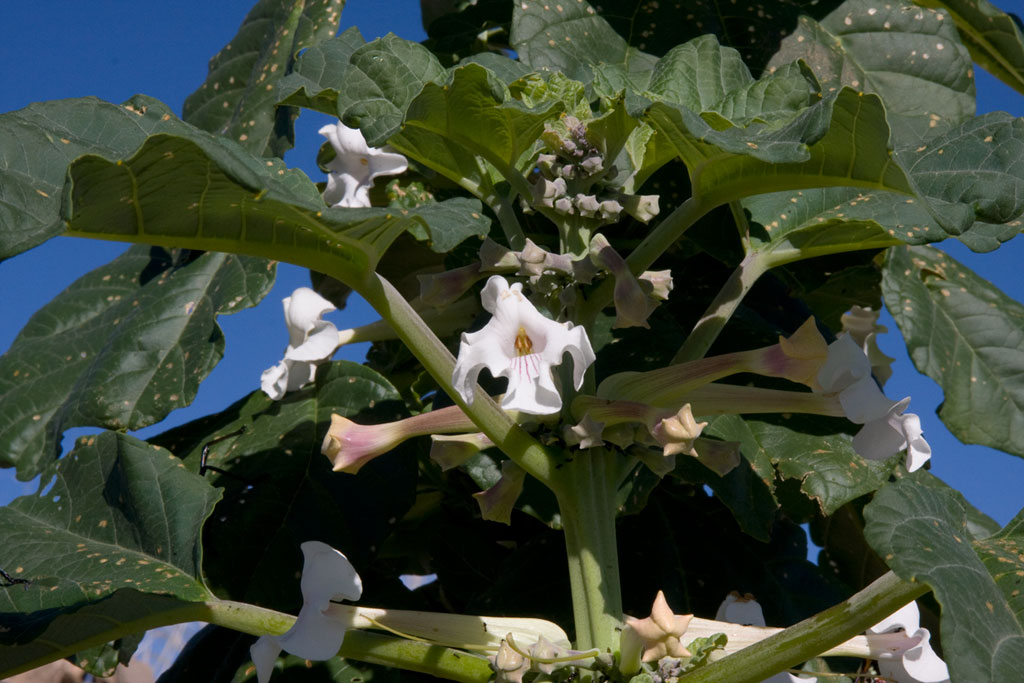
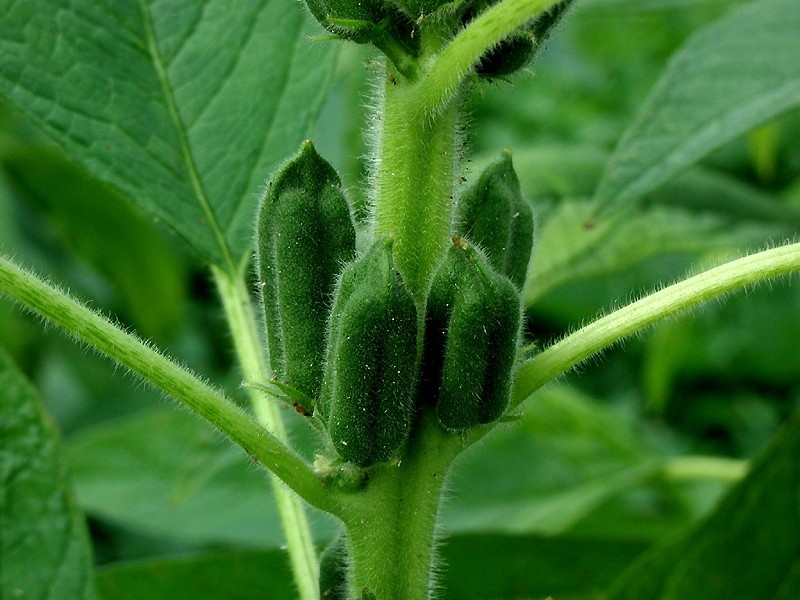
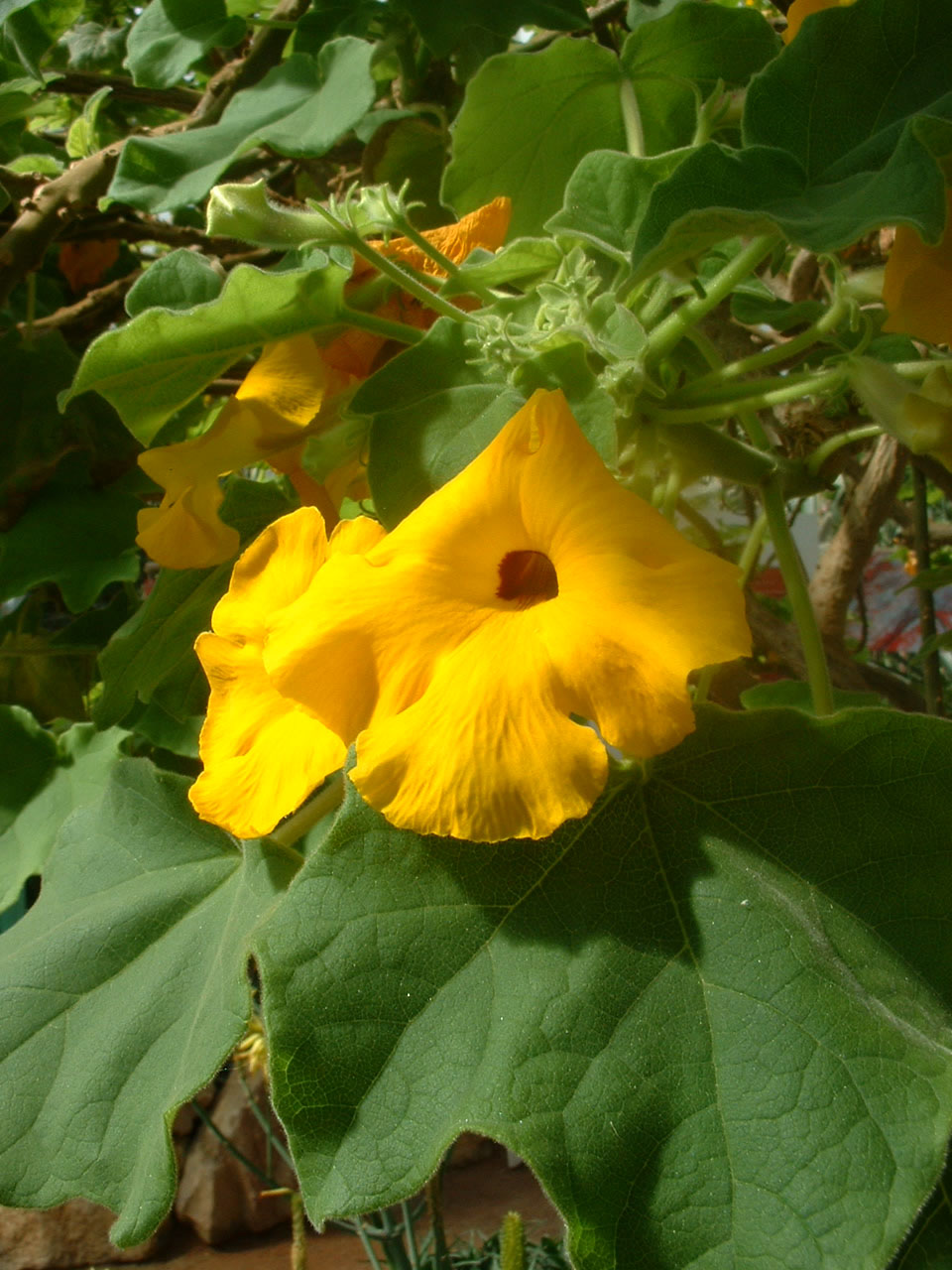
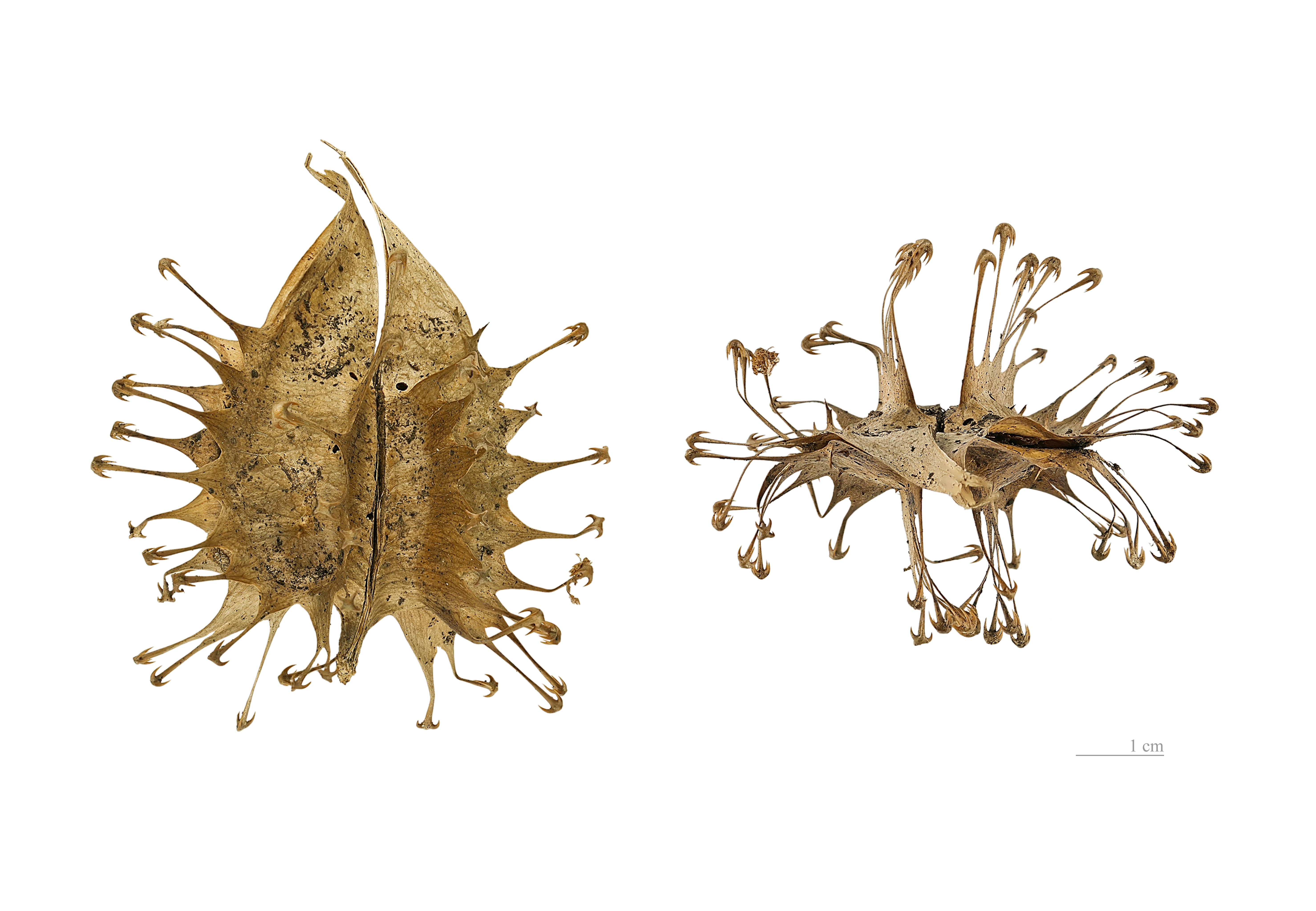